# يوشيناري تاكاجي
يوشيناري تاكاجي (باليابانية: 高木 義成) (20 مايو 1979 في إيدوغاوا في اليابان – )؛ هو لاعب كرة قدم ياباني سابق كان يلعب كحارس مرمى.

## وصلات خارجية
- يوشيناري تاكاجي على موقع رابطة كرة القدم اليابانية للمحترفين (اليابانية)
- يوشيناري تاكاجي على موقع قاعدة بيانات كرة القدم.إي يو (الإنجليزية)
- يوشيناري تاكاجي على موقع Soccerway.com (الإنجليزية)
- يوشيناري تاكاجي على موقع عالم كرة القدم.نت (الإنجليزية)
- يوشيناري تاكاجي على موقع كووورة